# Euphrasia nemorosa
Euphrasia nemorosa là loài thực vật có hoa thuộc họ Cỏ chổi. Loài này được (Pers.) Wallr. mô tả khoa học đầu tiên năm 1815.

## Hình ảnh

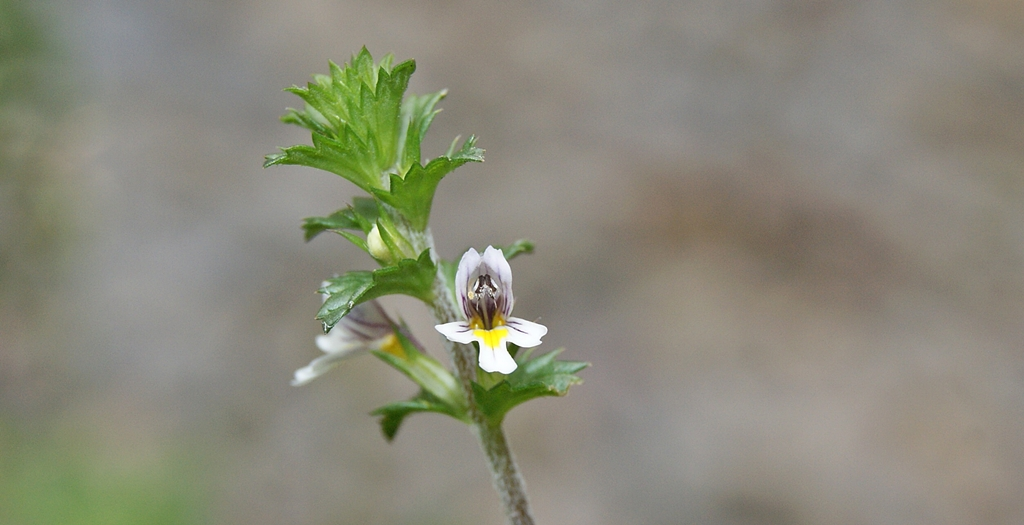
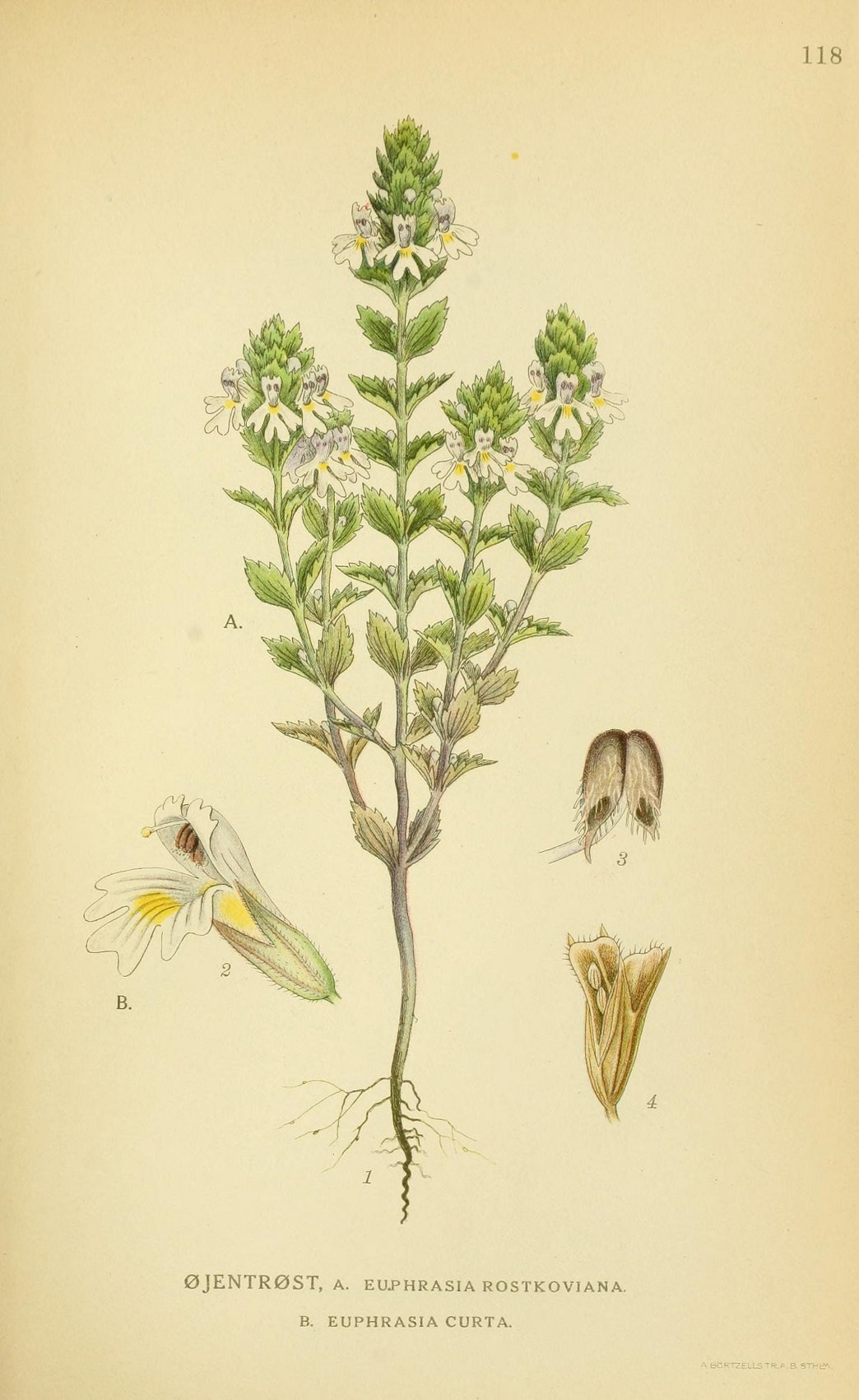
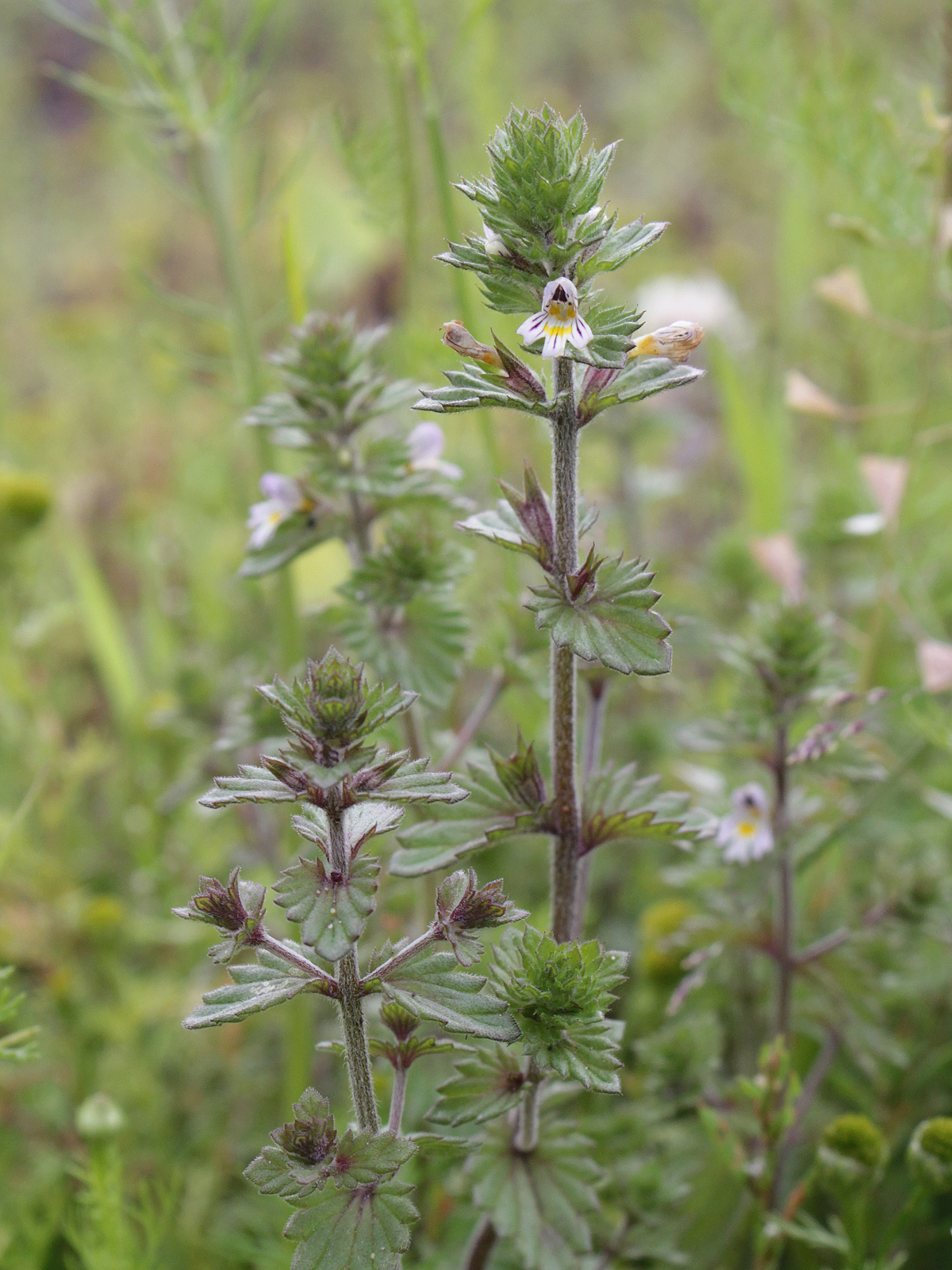
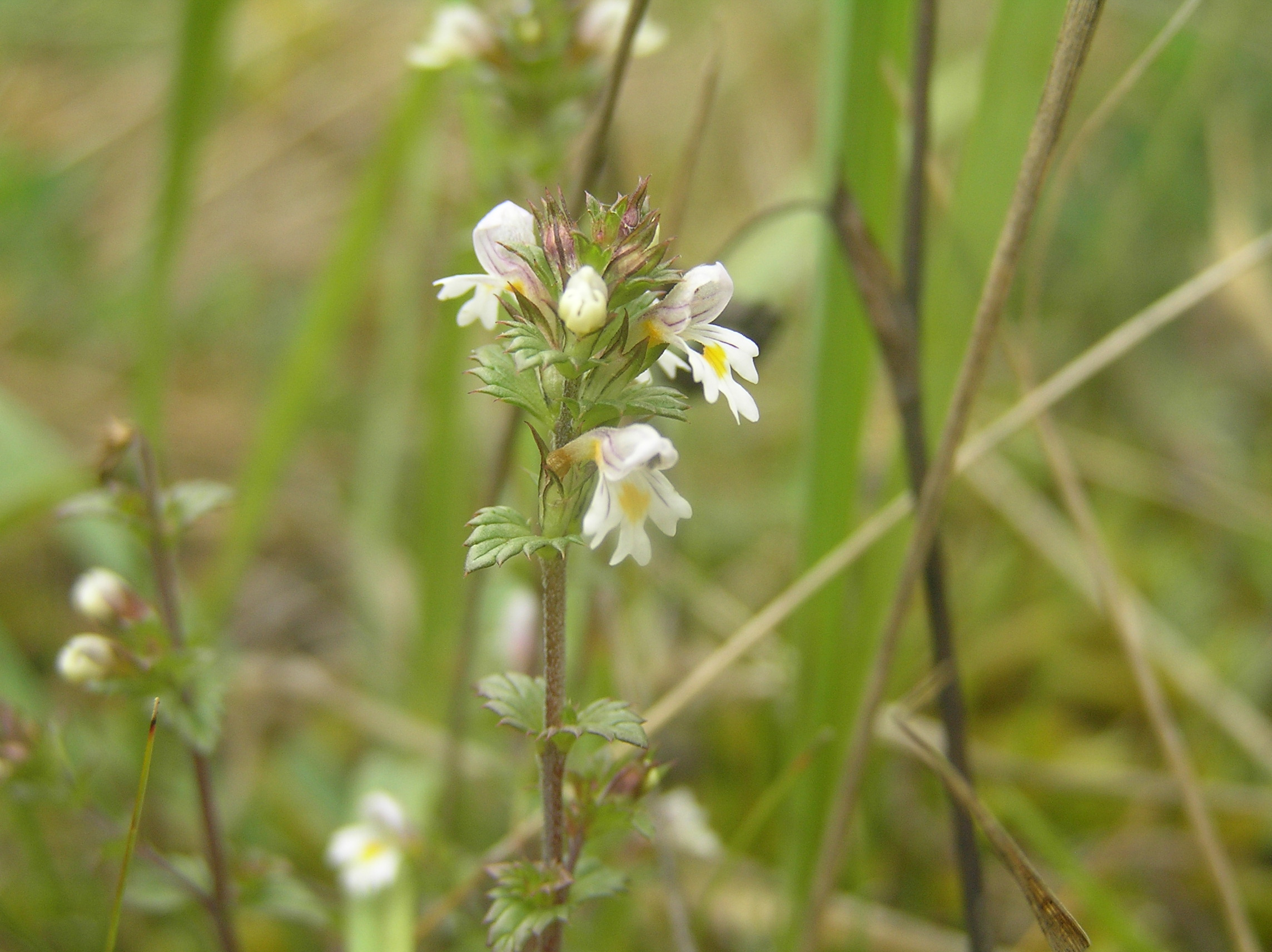